# Resonance of Fate
Resonance of Fate ist ein Konsolen-Rollenspiel, das am 28. Januar 2010 in Japan unter dem Namen End of Eternity (jap. エンド オブ エタニティ, Endo obu Etaniti) veröffentlicht wurde. Es erschien unter Sega, entwickelt wurde es von Tri-Ace. Am 16. März folgte die Veröffentlichung in Nordamerika, am 26. März die Veröffentlichung auf dem europäischen Markt. Resonance of Fate gehört zum Steampunk-Genre und ist für PlayStation 3 und Xbox 360 erhältlich.

## Handlung
Resonance of Fate spielt in ferner Zukunft, in der die Erde eine drastische Umweltveränderung erleidet. Aus unbekannten Gründen haben Giftstoffe, die Krebs auslösen, den Boden und das Wasser verseucht. Die Menschheit konnte sich nicht an die Veränderungen anpassen und verstarben. Die Überlebenden bauten ein gigantisches im Boden verankertes Konstrukt mit dem Namen Basel, eine umweltreinigende Maschine, die die Luft im Umkreis reinigen sollte; das Zenith System. Eine Zivilisation begann sich selbst um Basel herum aufzubauen, indem sie eine Stadt an den Turm bauten. Um den Krebs zu überstehen, wurden die Leben der Menschen an Quarz gebunden und mit dem Zenith System verlinkt, was sie immun gegen Krankheit und Mutation macht, jedoch auch bedeutet, dass sie gezwungen sind in der Stadt zu bleiben und dass sie eine festgesetzte Lebenszeit haben.
Die Zivilisation begann schrittweise um Basel herum zu wachsen und die Leute zogen sogar letztendlich in das Innere der Maschine selbst und dessen Kern aus, was dazu führte, dass der Turm weit aus der Planetenoberfläche herausragt. Im Laufe der Jahrhunderte bauten die Leute Ebenen um den Kern und erbauten Dörfer, Städte, sogar Freizeitparks und Grenzsteine. Jedoch existiert Basel nun schon so lange, dass die Leute vergessen haben, warum sie dort leben oder dass es überhaupt eine Welt außerhalb von Basel gibt. Die Kardinäle, die die politischen/religiösen Führer und Basel und dessen Maschinerie anpreisen, bauten ihre luxuriösen Anwesen auf den höchsten Ebenen Basels, in dem monsterfreien „Chandelier“, während die unteren Klassen sich um die Basis und dem Vorbau ansammelten.
In ihrer Rolle als PMF (Private Militär-Firma) muss die Gruppe um Vashyron, Zephyr und Leanne Aufträge für ihre Kunden erfüllen, und erfährt dabei die verborgene Wahrheit über Basel.

### Charaktere
Zephyr (ゼファー, Zefā): Wuchs in einem Konvikt auf. Vor einigen Jahren war er in einen Vorfall verwickelt, bei dem er auf Vashyron traf, der damit beauftragt war, ihn niederzustrecken. Er ist jetzt in Vashyrons Truppe als Jäger mit von der Partie. Er wird in der japanischen Version von Hiro Shimono und in der englischen von Scott Menville gesprochen.
Vashyron (ヴァシュロン, Vashuron): Verdient sich sein Lebensunterhalt als Führer einer Jägergruppe, indem er zahlreiche Missionen annimmt. Er war der einzige Überlebende eines großen militärischen Angriffs unter dem Kommando eines Kardinals. Er wird von Ken Narita im japanischen Original synchronisiert und von Nolan North in der englischen Version.
Leanne (リーンベル, Rīnberu für Reanbell): Eine junge Lady die bei Zephyr und Vashyron lebt. Sie lernte Zephyr kennen, als sie versuchte sich das eigene Leben zu nehmen und ist seit dem Vashyrons Jäger Gruppe Hunter beigetreten. Gesprochen wird sie von Aya Endou in der japanischen Version und von Jessica DiCicco in der englischen Version.

### Kampfsystem
Anstatt wie in üblichen J-RPGs mit Schwertern und Magie in rundenbasierten Schlachten zu kämpfen, verwendet man in Resonance of Fate Schusswaffen. Der Spieler steuert jeden Charakter abwechselnd in Echtzeit über das Feld, während die Gegner in festen Intervallen angreifen. Die Kämpfe fallen sehr taktisch aus und jeder Schritt sollte gut überlegt sein, schon nur ein falscher Schritt könnte das Spiel entscheiden.

## Rezeption
Es wird allgemein kritisiert, dass Resonance of Fate die Story zu wenig vorantreibe. Jede der 16 Hauptmissionen (eine Mission pro Kapitel) werde durch ein Video eingeleitet und durch ein weiteres abgeschlossen, ansonsten bestehe das Spiel aus Nebenmissionen.
Des Weiteren wird die Tristesse und Sterilität der Dungeons kritisiert, denn diese fallen meist sehr grau und fantasielos aus. Hingegen werden Städte und Umgebungen durch die liebevolle Gestaltung im Steampunk-Stil gelobt.
Das Kampfsystem sei allerdings revolutionär und konnte fast jeden noch so akribischen Kritiker umstimmen, denn es gilt als extrem taktisch anspruchsvoll.
Auch zu erwähnen wäre der sehr hoch angelegte Schwierigkeitsgrad (nicht veränderbar). Es gilt als eins der bisher schwersten Rollenspiele.